# کله‌پوستی

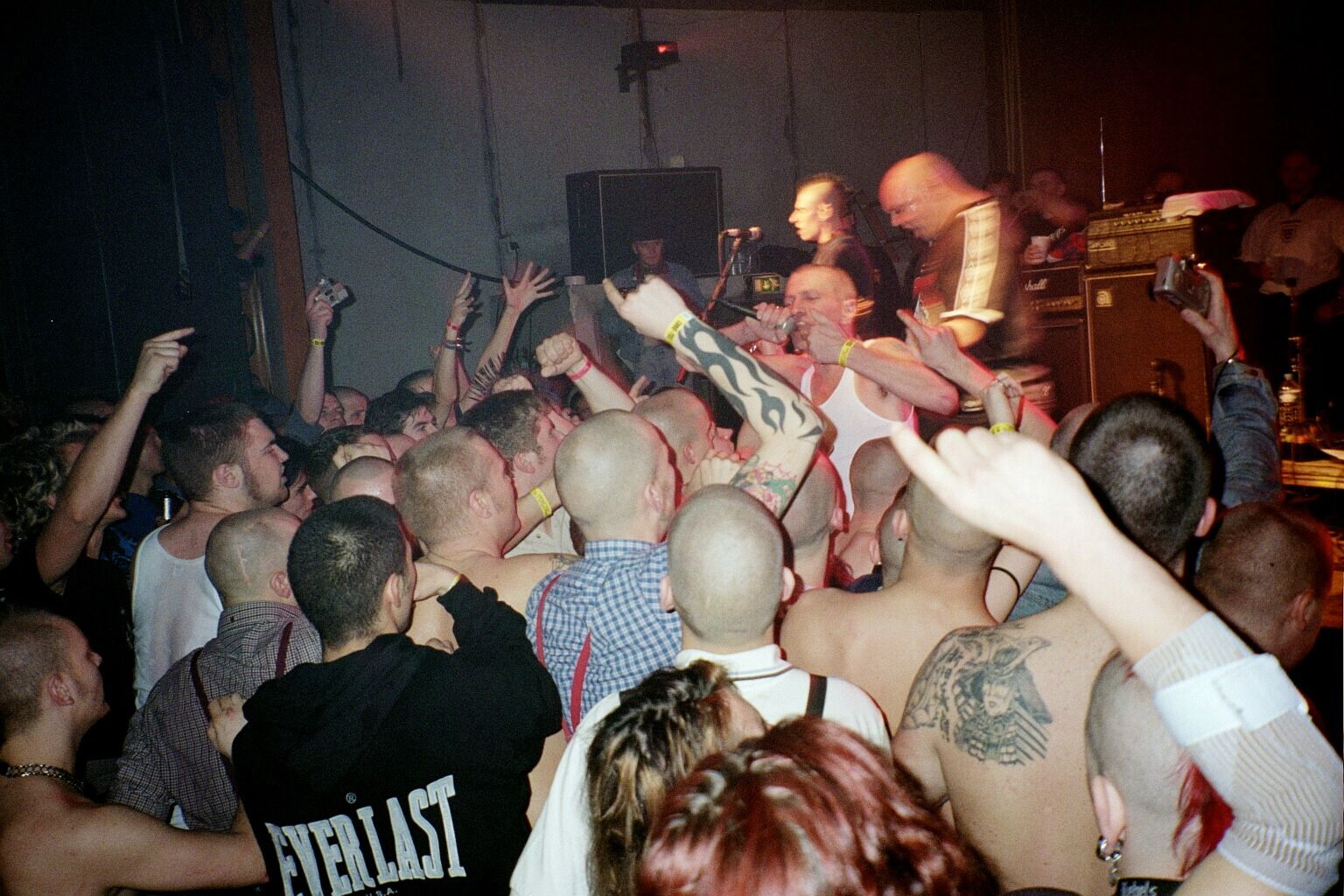
گروه پانک راک بریتانیایی بیزنس در برلین در ۲۰۰۳ برنامه اجرا می‌کند.

یک کله‌پوستی یا جُولَق عضوی از خرده‌فرهنگی است که از جوانان طبقه کارگر در لندن، انگلستان در دههٔ ۱۹۶۰ نشأت گرفته و به زودی به دیگر جاهای بریتانیا پراکنده شده‌است. یک جنبش طبقهٔ کارگری دوم کله پوستی در دهه ۱۹۸۰ به سراسر جهان پراکنده شده‌است. کله‌پوستی‌ها که ازخودبیگانگی انگیزه بخش آنان است، را موی بسیار کوتاه یا سرهای تراشیده و پوشش طبقه کارگری مانند چکمه‌های دکتر مارتنز، بند شلوار، شلوار جین، و پیراهن‌های ساده متمایز می‌کند. اوج این جنبش در جریان یک نوزایی در دهه ۱۹۸۰ بود ولی از آن زمان در زمینه‌های متعدد در سطح جهان ادامه یافته‌است.